# Campanula scoparia
Campanula scoparia là loài thực vật có hoa trong họ Hoa chuông. Loài này được (Boiss. & Hausskn.) Damboldt mô tả khoa học đầu tiên năm 1969.